# Wendover (Utah)
Pour les articles homonymes, voir Wendover.
Wendover est une ville américaine située dans le comté de Tooele, dans l'Utah, à la frontière avec le Nevada. Lors du recensement de 2000, sa population s’élevait à 1 537 habitants. Superficie totale : 16,7 km2 (6,4 mi2).

## Histoire
Wendover a été fondée en 1906 par la compagnie de chemin de fer Western Pacific Railroad. À l’époque, elle n’est qu’un point où les trains s’arrêtent pour s’approvisionner en eau. L’origine de son nom est incertaine. Elle a peut-être été nommée en hommage à un employé de la compagnie. Wendover a été incorporée le 25 octobre 1950.
Durant la Seconde Guerre mondiale, la Wendover Army Air Field était une base d’entraînement pour les pilotes de bombardiers, y compris l’équipage de l’Enola Gay, qui a largué sur la ville d’Hiroshima, le 6 août 1945, la première bombe atomique utilisée comme arme de guerre.
De l’autre côté de la frontière entre Utah et Nevada est située la ville sœur de Wendover : West Wendover, Nevada. On retrouve entre les deux la plaine de sel (salar) de Bonneville Salt Flats.

## Source
- (en) Cet article est partiellement ou en totalité issu de l’article de Wikipédia en anglais intitulé « Wendover, Utah » (voir la liste des auteurs).